# ServiceSource
ServiceSource International, Inc. (NASDAQ: SREV, ISIN: US81763U1007) war ein US-amerikanischer IT-Finanzdienstleister und Anbieter von Lösungen zur Steigerung der Service Revenue Performance für Kunden aus dem Technologiesektor, der Gesundheitsbranche und der Biotechnologie. Das kalifornische Unternehmen war seit dem 25. März 2011 an der elektronischen Börse NASDAQ gelistet.
Die EMEA-Zentrale mit etwa 380 Mitarbeitern befand sich seit 2005 in Dublin, Irland. ServiceSource International betrieb Servicecenter in 5 Ländern, unter anderem in den USA, Irland, Großbritannien, Singapur und Malaysia. Mit diesen Servicecentern wurden über 100 Länder mit mehr als 30 Sprachen bedient. Zu den Kunden gehörten unter anderem Adobe Inc., Alcatel-Lucent, AT&T, Juniper Networks sowie GE Healthcare und Siemens.
ServiceSource wurde von Concentrix übernommen. Der Abschluss dieser Übernahme wurde im Juli 2022 von Concentrix bekannt gegeben.